# Supercopa de Costa Rica 2022
La Supercopa de Costa Rica 2022, también conocida como la Supercopa Liga Promerica por motivos de patrocinio, fue la cuarta edición de la Supercopa de Costa Rica. El encuentro fue disputado entre el vencedor del Torneo de Apertura 2021 y el vencedor del Torneo de Clausura 2022, en el Estadio Nacional de San José.
El C.S Herediano venció ante el C.S Cartaginés, logrando ganar el partido en el marcador 0-2, consiguiendo así su segundo título de la competencia.

## Participantes
|  |  | C. S. Herediano  |  | Campeón del Apertura 2021 |
|  |  | C. S. Cartaginés |  | Campeón del Clausura 2022 |

## Desarrollo

### Sede
El Estadio Nacional repite como la sede en esta edición. El sorteo para definir al equipo local se dio el 8 de julio de 2022, en la que ganó Cartaginés.

## Final
| 35    | POR   | Kevin Briceño       |     |
| 12    | DEF   | José Luis Quirós    |     |
| 18    | DEF   | Carlos Barahona     |     |
| 5     | DEF   | José Gabriel Vargas |     |
| 26    | DEF   | Diego Sánchez       |     |
| 31    | MED   | Michael Barrantes   |     |
| 20    | MED   | Víctor Murillo      | 54' |
| 10    | MED   | Ronaldo Araya       | 76' |
| 32    | DEL   | Jeikel Venegas      |     |
| 7     | DEL   | Allen Guevara       |     |
| 9     | DEL   | Marcel Hernández    |     |
| D. T. | D. T. | Géiner Segura       |     |

| 1     | POR   | Esteban Alvarado  |     |
| 16    | DEF   | Ariel Soto        |     |
| 24    | DEF   | Miguel Basulto    |     |
| 4     | DEF   | Orlando Galo      |     |
| 11    | DEF   | Diego González    | 81' |
| 37    | DEF   | Keysher Fuller    |     |
| 34    | MED   | Douglas López     | 76' |
| 10    | MED   | Yeltsin Tejeda    |     |
| 28    | MED   | Gerson Torres     | 81' |
| 18    | DEL   | Enyel Escoe       | 54' |
| 33    | DEL   | Anthony Contreras | 81' |
| D. T. | D. T. | Hernán Medford    |     |

| 17 | MED | Dylan Flores  | 54' |
| 15 | MED | Byron Bonilla | 76' |

| 94 | DEL | John Jairo Ruiz    | 54' |
| 12 | MED | Jefferson Brenes   | 76' |
| 58 | MED | Luis Miguel Franco | 81' |
| 97 | DEF | Rawy Rodríguez     | 81' |
| 23 | DEL | Arturo Campos      | 81' |

| 12' · 17' | Diego González Anthony Contreras | 0:1 0:2 |

| 36' · 84' | Carlos Barahona Marcel Hernández |

| 76' · 82' · 84' | Esteban Alvarado Arturo Campos Jefferson Brenes |

| 67' | Michael Barrantes |

| 67' | Keysher Fuller |

| Principal  | Keylor Herrera    |
| Asistentes | Octavio Jara      |
|            | Enmanuel Alvarado |
| Cuarto     | Benjamín Pineda   |

|                   |    |    |
| Tiros             | 7  | 6  |
| Tiros a puerta    | 1  | 2  |
| Faltas            | 13 | 19 |
| Saques de esquina | 1  | 3  |
| Penaltis          | 0  | 0  |
| Fueras de juego   | 3  | 1  |

| Alineación inicial |

| 35    | POR   | Kevin Briceño       |     |
| 12    | DEF   | José Luis Quirós    |     |
| 18    | DEF   | Carlos Barahona     |     |
| 5     | DEF   | José Gabriel Vargas |     |
| 26    | DEF   | Diego Sánchez       |     |
| 31    | MED   | Michael Barrantes   |     |
| 20    | MED   | Víctor Murillo      | 54' |
| 10    | MED   | Ronaldo Araya       | 76' |
| 32    | DEL   | Jeikel Venegas      |     |
| 7     | DEL   | Allen Guevara       |     |
| 9     | DEL   | Marcel Hernández    |     |
| D. T. | D. T. | Géiner Segura       |     |

| 1     | POR   | Esteban Alvarado  |     |
| 16    | DEF   | Ariel Soto        |     |
| 24    | DEF   | Miguel Basulto    |     |
| 4     | DEF   | Orlando Galo      |     |
| 11    | DEF   | Diego González    | 81' |
| 37    | DEF   | Keysher Fuller    |     |
| 34    | MED   | Douglas López     | 76' |
| 10    | MED   | Yeltsin Tejeda    |     |
| 28    | MED   | Gerson Torres     | 81' |
| 18    | DEL   | Enyel Escoe       | 54' |
| 33    | DEL   | Anthony Contreras | 81' |
| D. T. | D. T. | Hernán Medford    |     |

| 17 | MED | Dylan Flores  | 54' |
| 15 | MED | Byron Bonilla | 76' |

| 94 | DEL | John Jairo Ruiz    | 54' |
| 12 | MED | Jefferson Brenes   | 76' |
| 58 | MED | Luis Miguel Franco | 81' |
| 97 | DEF | Rawy Rodríguez     | 81' |
| 23 | DEL | Arturo Campos      | 81' |

| 12' · 17' | Diego González Anthony Contreras | 0:1 0:2 |

| 36' · 84' | Carlos Barahona Marcel Hernández |

| 76' · 82' · 84' | Esteban Alvarado Arturo Campos Jefferson Brenes |

| 67' | Michael Barrantes |

| 67' | Keysher Fuller |

| Principal  | Keylor Herrera    |
| Asistentes | Octavio Jara      |
|            | Enmanuel Alvarado |
| Cuarto     | Benjamín Pineda   |

|                   |    |    |
| Tiros             | 7  | 6  |
| Tiros a puerta    | 1  | 2  |
| Faltas            | 13 | 19 |
| Saques de esquina | 1  | 3  |
| Penaltis          | 0  | 0  |
| Fueras de juego   | 3  | 1  |

| Alineación inicial |

| 35    | POR   | Kevin Briceño       |     |
| 12    | DEF   | José Luis Quirós    |     |
| 18    | DEF   | Carlos Barahona     |     |
| 5     | DEF   | José Gabriel Vargas |     |
| 26    | DEF   | Diego Sánchez       |     |
| 31    | MED   | Michael Barrantes   |     |
| 20    | MED   | Víctor Murillo      | 54' |
| 10    | MED   | Ronaldo Araya       | 76' |
| 32    | DEL   | Jeikel Venegas      |     |
| 7     | DEL   | Allen Guevara       |     |
| 9     | DEL   | Marcel Hernández    |     |
| D. T. | D. T. | Géiner Segura       |     |

| 1     | POR   | Esteban Alvarado  |     |
| 16    | DEF   | Ariel Soto        |     |
| 24    | DEF   | Miguel Basulto    |     |
| 4     | DEF   | Orlando Galo      |     |
| 11    | DEF   | Diego González    | 81' |
| 37    | DEF   | Keysher Fuller    |     |
| 34    | MED   | Douglas López     | 76' |
| 10    | MED   | Yeltsin Tejeda    |     |
| 28    | MED   | Gerson Torres     | 81' |
| 18    | DEL   | Enyel Escoe       | 54' |
| 33    | DEL   | Anthony Contreras | 81' |
| D. T. | D. T. | Hernán Medford    |     |

| 17 | MED | Dylan Flores  | 54' |
| 15 | MED | Byron Bonilla | 76' |

| 94 | DEL | John Jairo Ruiz    | 54' |
| 12 | MED | Jefferson Brenes   | 76' |
| 58 | MED | Luis Miguel Franco | 81' |
| 97 | DEF | Rawy Rodríguez     | 81' |
| 23 | DEL | Arturo Campos      | 81' |

| 12' · 17' | Diego González Anthony Contreras | 0:1 0:2 |

| 36' · 84' | Carlos Barahona Marcel Hernández |

| 76' · 82' · 84' | Esteban Alvarado Arturo Campos Jefferson Brenes |

| 67' | Michael Barrantes |

| 67' | Keysher Fuller |

| Principal  | Keylor Herrera    |
| Asistentes | Octavio Jara      |
|            | Enmanuel Alvarado |
| Cuarto     | Benjamín Pineda   |

|                   |    |    |
| Tiros             | 7  | 6  |
| Tiros a puerta    | 1  | 2  |
| Faltas            | 13 | 19 |
| Saques de esquina | 1  | 3  |
| Penaltis          | 0  | 0  |
| Fueras de juego   | 3  | 1  |

| Alineación inicial |

| 35    | POR   | Kevin Briceño       |     |
| 12    | DEF   | José Luis Quirós    |     |
| 18    | DEF   | Carlos Barahona     |     |
| 5     | DEF   | José Gabriel Vargas |     |
| 26    | DEF   | Diego Sánchez       |     |
| 31    | MED   | Michael Barrantes   |     |
| 20    | MED   | Víctor Murillo      | 54' |
| 10    | MED   | Ronaldo Araya       | 76' |
| 32    | DEL   | Jeikel Venegas      |     |
| 7     | DEL   | Allen Guevara       |     |
| 9     | DEL   | Marcel Hernández    |     |
| D. T. | D. T. | Géiner Segura       |     |

| 1     | POR   | Esteban Alvarado  |     |
| 16    | DEF   | Ariel Soto        |     |
| 24    | DEF   | Miguel Basulto    |     |
| 4     | DEF   | Orlando Galo      |     |
| 11    | DEF   | Diego González    | 81' |
| 37    | DEF   | Keysher Fuller    |     |
| 34    | MED   | Douglas López     | 76' |
| 10    | MED   | Yeltsin Tejeda    |     |
| 28    | MED   | Gerson Torres     | 81' |
| 18    | DEL   | Enyel Escoe       | 54' |
| 33    | DEL   | Anthony Contreras | 81' |
| D. T. | D. T. | Hernán Medford    |     |

| 17 | MED | Dylan Flores  | 54' |
| 15 | MED | Byron Bonilla | 76' |

| 94 | DEL | John Jairo Ruiz    | 54' |
| 12 | MED | Jefferson Brenes   | 76' |
| 58 | MED | Luis Miguel Franco | 81' |
| 97 | DEF | Rawy Rodríguez     | 81' |
| 23 | DEL | Arturo Campos      | 81' |

| 12' · 17' | Diego González Anthony Contreras | 0:1 0:2 |

| 36' · 84' | Carlos Barahona Marcel Hernández |

| 76' · 82' · 84' | Esteban Alvarado Arturo Campos Jefferson Brenes |

| 67' | Michael Barrantes |

| 67' | Keysher Fuller |

| Principal  | Keylor Herrera    |
| Asistentes | Octavio Jara      |
|            | Enmanuel Alvarado |
| Cuarto     | Benjamín Pineda   |

|                   |    |    |
| Tiros             | 7  | 6  |
| Tiros a puerta    | 1  | 2  |
| Faltas            | 13 | 19 |
| Saques de esquina | 1  | 3  |
| Penaltis          | 0  | 0  |
| Fueras de juego   | 3  | 1  |

| Alineación inicial |

|                         |
| Campeón C. S. Herediano |
| 2do. título             |